# سدیم پریدات
سدیم پریدات (به انگلیسی: Sodium periodate) با فرمول شیمیایی NaIO4 یک ترکیب شیمیایی با شناسه پاب‌کم ۶۵۱۸۴ است. که جرم مولی آن ۲۱۳٫۸۹۱۸ g/mol می‌باشد. 